# Parapenaeopsis amicas
Parapenaeopsis amicas is een tienpotigensoort uit de familie van de Penaeidae. De wetenschappelijke naam van de soort is voor het eerst geldig gepubliceerd in 1971 door Nguyen Van Chung.